# Гісарська астрономічна обсерваторія
Гісарська астрономічна обсерваторія (ГісАО) — астрономічна обсерваторія в Таджикистані, в 14 км на південний захід від Душанбе. Була заснована 1956 року як спостережна станція Сталінабадської астрономічної обсерваторії, а потім увійшла до складу Інституту астрофізики Академії Наук Республіки Таджикистан.

## Історія
Перші спостереження на території Гіссарської астрономічної обсерваторії були проведені в 1956 році, а основні приміщення були побудовані в 1963—1971 роках. Другу чергу обсерваторії добудовували під керівництвом Олега Добровольського. 17 серпня та 17 жовтня 1979 року в обсерваторіх провели перші в СРСР успішні спостереження покриття зір астероїдами. 1989 року обсерваторія постраждала від Гісарського землетрусу. 2004 року обсерваторія розпочала співпрацю з ПулКОНом (тепер ISON) зі спостереження штучних супутників і космічного сміття.

## Інструменти
- АЗТ-8 (D=700 мм, F=2800 мм)
- АЗТ-7 (D = 200 мм, F = 2000 мм). Раніше стояв у Душанбе
- Астрограф Цейсс-400 (D=400 мм, F=2000 мм)
- 20-см візуальний рефрактор АВР-2 (D=200 мм, F=2800 мм)
- Подвійний астрограф
- Високоточна астрономічна установка (D = 1000/500 мм, F = 750 мм)
- Фотографічний метеорний патруль. 6 агрегатів, що складаються з 16 ширококутних камер МК-75 (D=мм, F=750 мм, А=1/3.5), 24 камер МК-25 (F=250 мм, А=1/2.5), телевізійних та болідних камер з об'єктивами «риб'яче око»
- Радіотехнічна система «Горизонт» (2 вертикальні прямокутні антени)
- АФУ-75 (D=210 мм, F=736 мм)

## Напрями досліджень
- Спостереження метеорних потоків, болідів, розрахунок орбітальних елементів метеороїдів до входу в атмосферу Землі
- Дослідження еволюції орбіт короткоперіодичних комет, навколоземних астероїдів, метеорних потоків
- Дослідження комет
- Астрометричні завдання
- Спостереження штучних супутників
- Спостереження змінних зір, зокрема поляриметрія зір типу T Тельця і відкриття змінних зірок у Т-асоціаціях
- Теоретичні дослідження динаміки галактик